# Flight and Navigation Procedures Trainer
Flight and Navigation Procedures Trainer (FNPT, littéralement entraîneurs de procédures au vol et à la navigation), est une norme de certification européenne de simulateur de vol décrite dans les Certification Specifications (CSs) éditées par l'Agence de l'Union européenne pour la sécurité aérienne.

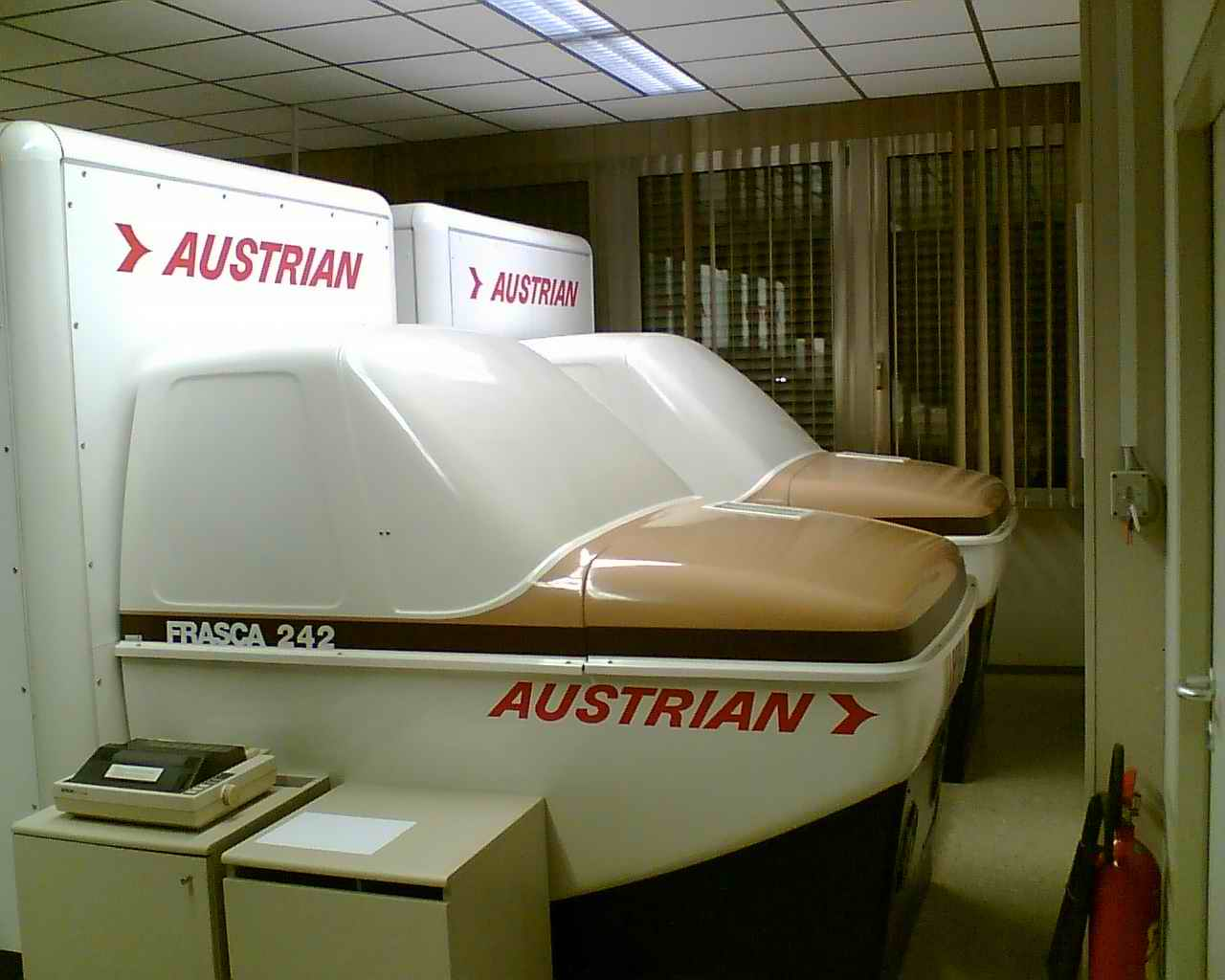
Simulateurs de vol FNPT d'Austrian Airlines.

Les FNPT appartiennent à la catégorie FSTD (Flight Simulation Training Device, dispositif de formation à la simulation de vol), et peuvent concerner, soit les simulateurs d'avions soit les simulateurs d'hélicoptères.
Il existe trois niveaux de complexité technique, notés en chiffres romains après le terme FNPT : niveau I, niveau II et niveau III. Plus le niveau est élevé et plus le dispositif aura des spécifications techniques fidèles à l'aéronef réel (ainsi que des contraintes plus importantes pour acquérir et maintenir annuellement le niveau de spécification auprès de la Direction générale de l'Aviation civile ou d'organismes équivalents).